# Domstrebe

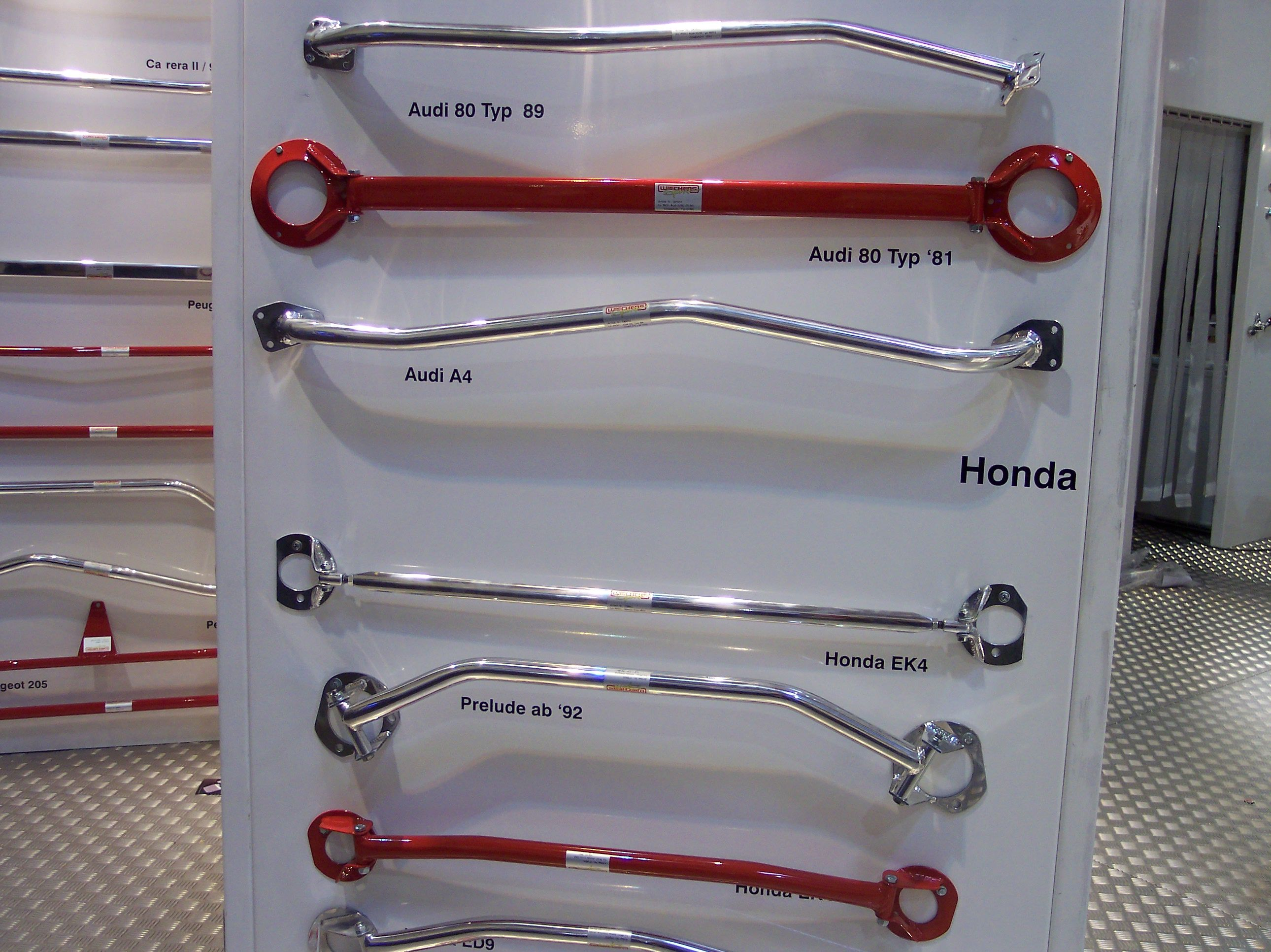
Verschiedene Domstreben

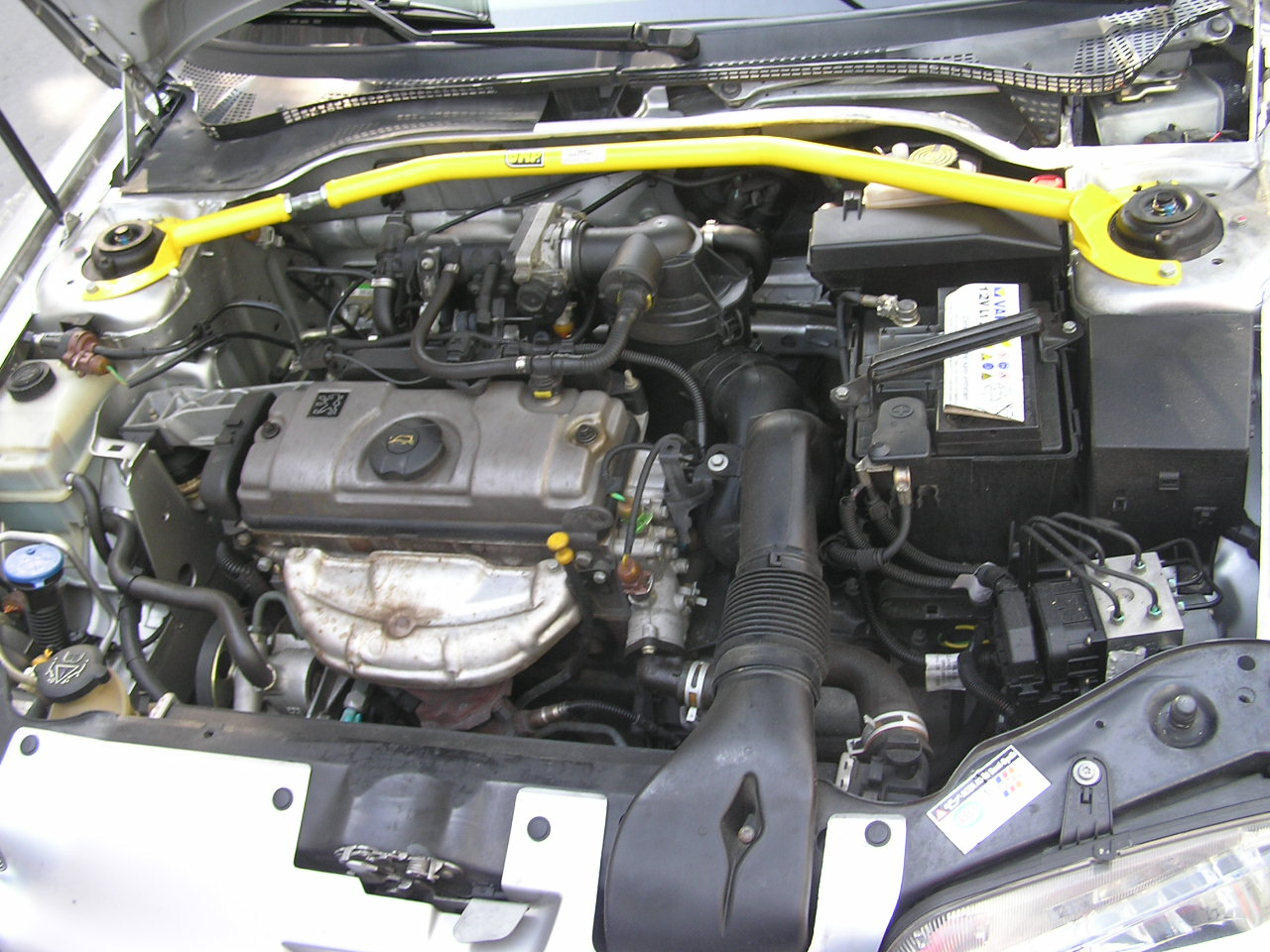
Domstrebe in einem Peugeot 306 Cabrio

Domstreben oder auch Federbeinbrücken dienen im Autobau der Versteifung einer Karosserie.
Oft werden Domstreben nachträglich eingebaut, um die Torsionsfestigkeit der Karosserie zu erhöhen. Dies kann nötig werden, wenn Änderungen am Fahrwerk (z. B. der Einsatz härterer Federn) die Belastung der Karosserie erhöhen.
Seltener ist der Einsatz von Domstreben ab Werk. Diese können bei Fahrzeugen ohne festen Dachaufbau (Cabrio oder Roadster)
jedoch bisweilen gewählt werden.
Die Strebe verbindet die beiden vorderen oder hinteren Federbeindome und verhindert somit, dass sich die Lage der Dome zueinander und damit die Geometrie des Fahrwerkes verändert. Verzugserscheinungen der Spur werden vermindert – das Fahrverhalten, insbesondere bei Kurvenfahrt, wird besser und direkter.
Domstreben sind in Deutschland und mittlerweile auch in Österreich eintragungsfrei.
Domstreben werden auch in einigen seltenen Fällen ab Werk verbaut. Beispiele hierfür wären der BMW M2 CS, der Nissan 350Z, der Honda Accord und der Peugeot 406 Coupé V6, die jeweils an der Vorder- und Hinterachse über eine Federbrückenverbindung verfügen.